# 吉奧丹·墨菲
吉奧丹·墨菲（英語：Geordan Murphy；1978年4月19日—）是一位愛爾蘭橄欖球運動員。他是愛爾蘭國家橄欖球隊的一員，代表愛爾蘭參加了2011年世界盃橄欖球賽。